# مهی درازدیل
مهی درازدیل (انگلیسی: Mahé Drysdale؛ زادهٔ ۱۹ نوامبر ۱۹۷۸) یک قایقران روئینگ اهل نیوزیلند است.
از افتخارات وی میتوان به کسب مدال طلا روئینگ انفرادی در بازی‌های المپیک تابستانی ۲۰۱۲ و بازی‌های المپیک تابستانی ۲۰۱۶ و مدال برنز روئینگ انفرادی در بازی‌های المپیک تابستانی ۲۰۰۸ اشاره کرد.